# Love Svensson
Erik Love Klein Svensson, född 10 juni 1973 i Eskilstuna, är en svensk journalist, skribent och producent.. 2003 skrev han tillsammans med journalisten Håkan Lahger boken Blåsningen - historien om kommersiell tv i Sverige. Svensson verkade från slutet av 1990-talet som redaktör och skribent för tidskriften Film & TV. Tillsammans med Jörgen Andersson har han också producerat Axel Peterséns kortfilm A Good Friend of Mr. World, som nominerades till en Guldbagge 2010. År 2019 utkom han med romanen Rancho Mirage.